# Décembre 1918 (guerre mondiale)
novembre 1918 - Décembre 1918 - janvier 1919
- 1er décembre : 
  - déclaration d'Alba Iulia : reconnaissance par les Alliés du caractère roumain de la Transylvanie austro-hongroise.
  - Évacuation totale de la Roumanie par les troupes allemandes en retraite.
  - Union de l'État des Slovènes, Croates et Serbes avec le royaume de Serbie, dans le cadre du royaume des Serbes, Croates et Slovènes.

- 3 décembre : 
  - Fin des opérations de démobilisation de l'armée commune, confiées à Hermann Kövess, son dernier chef d'état-major.

- 4 décembre :
  - Woodrow Wilson embarque pour la France, afin de participer aux négociations de paix avec le Reich.

- 7 décembre :
  - Début de l'évacuation de la Dobroudja par les troupes bulgares.
  - Évacuation des pays baltes par l'armée allemande.

- 8 décembre : 
  - Cérémonie d'élévation à la dignité de Maréchal de France de Philippe Pétain, présidée à Metz par Raymond Poincaré.
  - Arrivée à Berlin du Général Arnold Lequis, chargé d'assurer l'ordre dans la ville. Les divisions placées sous son autorité s'évaporent aussitôt arrivées dans la capitale.

- 9 décembre : 
  - Reddition de Hermann Detzner et de son unité en nouvelle-Guinée : sa reddition est effective au 1er janvier 1919. Hermann Detzner est le dernier commandant allemand à présenter sa reddition aux Alliés.
  - Frédéric-Charles de Hesse-Cassel, élu roi de Finlande par la diète le 9 octobre précédent, renonce au bénéfice de son élection[1].

- 12 décembre :
  - Carl Gustav Mannerheim, réputé favorable aux alliés, est nommé régent du royaume de Finlande, évinçant Pehr Evind Svinhufvud, favorable aux Allemands[2].

- 13 décembre : 
  - Valable pour une durée de 36 jours, l'armistice  entre le Reich et les Alliés, signé le 11 novembre 1918 est prolongé.
  - Wilhelm Solf, dernier secrétaire d'Etat aux affaires étrangères de l'Empire allemand, maintenu à ce poste après la proclamation de la République, quitte ses fonctions.
  - Départ de Poti du dernier transport allemand : le Caucase, occupé durant l'été précédent, est totalement évacué par les troupes allemandes, conformément aux clauses de l'armistice avec les Alliés.
  - Première manœuvres des troupes roumaines en Transylvanie austro-hongroise, à la demande du comité national roumain et avec l'accord du général français Henri Berthelot.
  - Le Président Wilson débarque à Brest du cuirassé George Washington pour participer aux négociations de paix, premier Président américain en exercice à se rendre sur le continent européen.

- 16 décembre : 
  - Capture à Budapest du Maréchal August von Mackensen, commandant en chef des troupes allemandes dans les Balkans et de son état-major, alors en route vers le Reich.

- 25 décembre :
  - Parution du dernier numéro du journal de tranchées, Le Bochofage.
  - Entrée des troupes polonaises dans Posen, pavoisée au couleurs de la Pologne et des Alliés.

- 28 décembre :
  - Dissolution formelle de l'administration civile allemande de l'Ober Ost.